# Jablonné nad Orlicí
Město Jablonné nad Orlicí (německy Gabel an der Adler) se nachází v okrese Ústí nad Orlicí v Pardubickém kraji asi 13 km jihovýchodně od Žamberka, 23 km od Ústí nad Orlicí a 73 km od krajského města Pardubice. Nachází se na úpatí Orlických hor v údolí Tiché Orlice. Žije zde přibližně 3 100 obyvatel. Historické jádro města je městskou památkovou zónou. Město je členem dobrovolného svazku Sdružení obcí Orlicko. 

## Název
Název města je odvozen jako přídavné jméno ze staročeského slova jablon, tj. jabloň. V historických pramenech se objevuje ve tvarech: Gablona (1304, 1332), Gabilonam (1358), Jablonna (1544), Jablonnau (1564), Jablonnému (1580), Jablon (1654), Gabel, Gablon a Jablona (1789), Gabel, Gablon a Gabloný (1848) a Jablonné (1854).

## Historie
První písemná zmínka o Jablonném pochází z roku 1304. Král Václav II. daroval Jablonné Závišovi z Falkenštejna, ve 14. století patřilo zbraslavskému klášteru. Po husitských válkách je zabrali Kostkové z Postupic, od roku 1508 patřilo pánům z Pernštejna a Hrzánům z Harasova.
V roce 1622 je koupil Karel kníže z Lichtensteinu, jehož potomkům i s okolím patřilo až do roku 1918.
V roce 1831 vydal zdejší rodák, kněz František Alois Vacek (1780–1854), publikaci Místopis a historie městyse Jablonného nad Orličkou. Za války v roce 1866 se město bránilo, takže muselo Prusům zaplatit velké výpalné. Roku 1874 přijel do Jablonného první vlak, roku 1878 vznikla Občanská záložna, která pak postavila i obecní vodovod.
Roku 1850 zde žilo 735 osob ve 139 domech, roku 1900 to bylo 1248 osob ve 162 domech a roku 1970 2502 osob ve 397 domech. Obec byla velkou převahou česká, roku 1929 se k německé národnosti hlásilo 1 % obyvatel. Sousední vesnice směrem do hor byly sice z velké části české, nicméně po zabrání Sudet leželo Jablonné na hranici.
Už koncem 19. století zde byla rozvinutá výroba kartáčů, klihu, knoflíků, výrobků ze dřeva a kostelních rouch. Během 20. století vznikly továrny na klih, na nábytek, elektrická zařízení a jedna z prvních na telefony a rozhlasové přístroje. Dnes se zde vyrábějí mj. domácí elektrické spotřebiče, lisovací nástroje (Isolit Bravo), bytový nábytek, dřevěné kuchyňské potřeby (Dřevotvar), nítěné knoflíky (Šlesinger) a elektrorozvaděče (Elektrokomplet).
Na náměstí vznikla populární Čamrova cukrárna, hotel a řada obchodů.
V roce 1921 byla k Jablonnému připojena nedaleká osada Lubník, která splynula s městem a dnes je jeho ulicí.

## Obecní správa a politika
Správu nad městem vykonává městské zastupitelstvo v čele se starostou. Je voleno v komunálních volbách na čtyři roky a má 15 členů. 
V roce 2018 byli zvolení tito členové zastupitelstva : MUDr. Renata Beranová (ODS), MUDr. Martin Jareš DiS. (ODS), Ing. Václav Brynda (BEZPP), Ing. Pavel Černohous (KDU-ČSL), Ing. Valéria Fáberová (BEZPP), Ing. Martina Balážová (BEZPP), Mgr. Robert Ježek (BEZPP), David Serbousek (BEZPP), Ing. Ladislav Ježek (BEZPP), Miroslav Wágner (BEZPP), Mgr. Luděk Schnaubert (BEZPP), Zdeňka Balšánková (BEZZP), Ing. Martina Dvořáková (BEZPP), Mgr. Vladimír Nožka (BEZPP), Martina Gregušová (BEZPP).
Volební účast byla 56,40 % ve čtyřech volebních okrscích. Ze zvolených zastupitelů bylo 12 bez stranické příslušnosti, 2 patřily k ODS a 1 patřil ke KDU-ČSL. Starostou se stal Miroslav Wágner. 

Složení zastupitelstva

### Správní území
Město leží v Pardubickém kraji s 451 obcemi v okrese Ústí nad Orlicí s 115 obcemi, má status obce s rozšířenou působností a obce s pověřeným obecním úřadem je součástí správního obvodu Žamberk s 27 obcemi. Skládá se s 1 katastrálního území a 1 části obce. Sousedními obcemi sídla jsou Mistrovice, Jamné nad Orlicí, Sobkovice, Orličky a Bystřec.
Od 30. dubna 1976 do 23. listopadu 1990 k městu patřily Sobkovice.

## Městské symboly
Město má následující symboly:
- Znak – město má ve znaku černého medvěda, který drží opatskou berlu. Ta patrně souvisí se zbraslavským klášterem, jemuž město ve 14. století patřilo. Původ znaku vysvětluje následující pověst: každý rok na podzim se posílaly vozy s čeledí po obcích vybírat daně v naturáliích. Občas se ale vyskytli falešní výběrčí, proto s nimi jezdil mnich, který měl berlu. Vůz naložený voňavými naturáliemi podle pověsti přilákal medvěda. Čeleď před ním utekla, medvěd vylezl na vůz, ale koně se rozběhli a medvěd nemohl seskočit. Aby nespadl, musel se chytit berly. Dojel tak až na Jablonské náměstí, kde se mu podařilo seskočit a utekl do míst, kde dnes stojí kostel. Jablonští splašené koně zastavili a vrchnost jim dovolila mít ve znaku medvěda s berlou.
- Vlajka – tvoří ji tři vodorovné pruhy v barvách zelená, bílá a zelená v poměru 1:6:1. Uprostřed v bílém poli je sedící černý medvěd s červenou zbrojí třímající žlutou berlu.

## Hospodářství a průmysl
- Východočeský průmysl masný Březhrad, závod Vamberk, provozovna Jablonné nad Orlicí
- Dřevotex, OPMH Žamberk, provozovna 301, výroba nitěnných knoflíků Jablonné nad Orlicí
- Spojené kartáčovny, n.p., závod 81 Červená Voda, středisko Jablonné nad Orlicí
- Český rybářský svaz, z.s. místní organizace Jablonné nad Orlicí
- LUX spol. s r. o., konstrukce a výroba jednoúčelových strojů
- Big mat Vacek S.r.o., prodej stavebních materiálů
- Tesla Lanškroun, závod 115 Jablonné nad Orlicí
- Vodovody a kanalizace Jablonné nad Orlicí, a.s.,
- VAKSTAV železářství, prodej spotřebního zboží
- OEZ Letohrad, závod Isolit Jablonné nad Orlicí
- Charita závod 55 Jablonné nad Orlicí
- Lesy České republiky
- Peletkárna.cz, výroba paliv
- Dřevotvar družstvo, výroba nábytku a dřevěných kuchyňských potřeb
- Isolit-Bravo

## Doprava
Městem prochází Železniční trať Ústí nad Orlicí – Międzylesie se stejnojmennou stanicí, silnice I/11 a silnice II/311.

## Vybavenost
Nachází se zde základní a mateřská škola s jídelnou a družinou, obchod s potravinami, lékaři v oborech : praktický, kožní, zubní, gynekologie a neurologie, restaurace, hospoda, hotel, koupaliště, pošta, pekařství, knihovna, autoservis, kostel, hřbitov, kino, městská i česká policie, veterinární ordinace, zverimex a hasičská zbrojnice. Ve městě je zaveden plynovod, vodovod, elektrická energie a kanalizace. Je zajištěn pravidelný svoz odpadu.

## Pamětihodnosti
- Barokní kostel sv. Bartoloměje nad městem z roku 1680, od roku 1683 farní, přestavěn roku 1725, snad kyšperským stavitelem Andreasem Castellim. Zařízení zčásti rokokové, z poloviny 18. století. Od roku 1964 je v seznamu kulturních památek[13]
- Velká patrová farní budova z roku 1725, na chodbě portréty farářů od roku 1683
- Na čtvercovém náměstí, které je památkovou zónou, je několik pozdně barokních domů, dva roubené s charakteristickými lomenicemi a mariánský sloup z roku 1748. Na mostě a v ulici Českých bratří je několik barokních soch z 18. století[14]
- Radnice s cenným archivem s nejstarší městskou pečetí z roku 1358
- Žulová socha Nejsvětější Trojice za hřbitovem, lidová práce z roku 1836
- Dub v Jablonném, památný strom (50°1′53″ s. š., 16°36′8″ v. d.)
- Rodný dům Petra Figula Jablonského ve Slezské ulici čp. 40
- Zvon Hrubák na věži kostela svatého Bartoloměje z roku 1619

## Osobnosti
- Petr Figulus Jablonský (1619 Jablonné nad Orlicí – 12. ledna 1670 Klaipėda) – spolupracovník a zeť Jana Amose Komenského, diplomat, kněz a později biskup ve službách staré Jednoty bratrské[15]
- Dominik Filip (1879, Jičín – 1946) – středoškolský profesor, který po studiích svůj život zasvětil Orlickému podhůří a věnoval mu hodně ze své tvorby. Příběhy zpracoval ve svých knihách a sebral velké množství místních pověstí.
- armádní generál Ludvík Krejčí (17. srpna 1890 Brno-Tuřany – 9. února 1972 Ústí nad Orlicí) – náčelník generálního štábu československé armády v letech 1933–1938, v zářijových dnech roku 1938 hlavní velitel operujících armád. Po kapitulaci a odchodu z armády se odstěhoval do Jablonného nad Orlicí k rodičům své ženy. Zde přečkal okupaci a další roky jako řadový občan.
- Čeněk Chaloupka (1919–1946), válečný letec[16]
- Jiřina Hanušová známější pod přezdívkou Sally (5. srpna 1939, Jablonné nad Orlicí – 22. října 1999), česká publicistka a psychoterapeutka, spoluzakladatelka psychologického poradenství v Československu
- Magdaléna Tkačíková (3. dubna 1988) – rodačka z Jablonného nad Orlicí, herečka NDB – Mahenova činohra
- Andrea Kalousová (11. prosince 1996) – rodačka z Jablonného nad Orlicí, Česká Miss World 2015
- Tomáš Kubelka (10. ledna 1993) – český reprezentant v orientačním běhu
- Jan Hrnčíř Zelinka (asi 1570 – po 1633) – laický kazatel ve staré Jednotě bratrské, exulant, otec Petra Figula Jablonského

## Partnerská města
- Hinwil, Švýcarsko
- Seehausen, Německo
- Stockerau, Rakousko
- Kondratowice, Polsko

## Fotogalerie

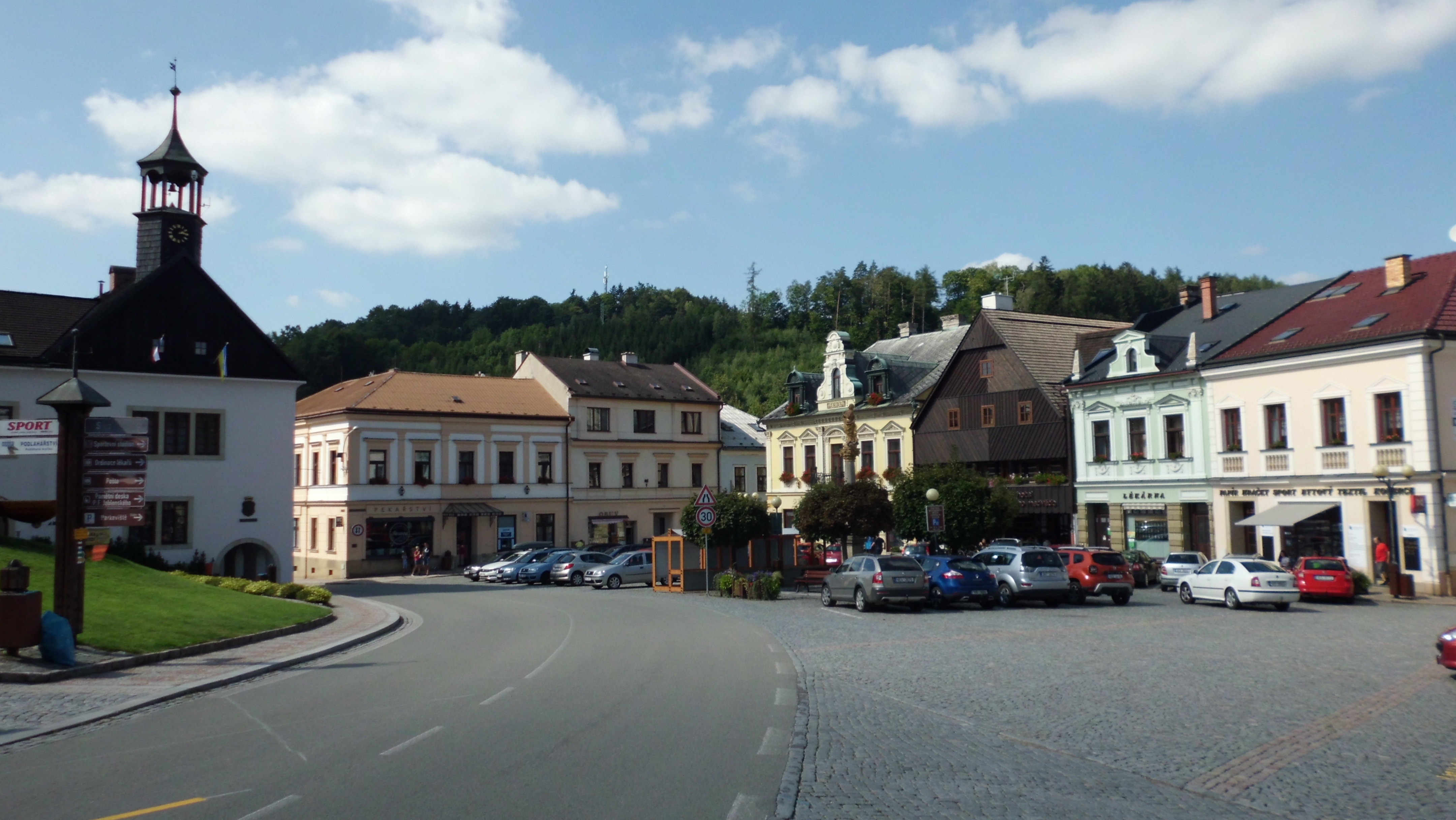
Náměstí s radnicí
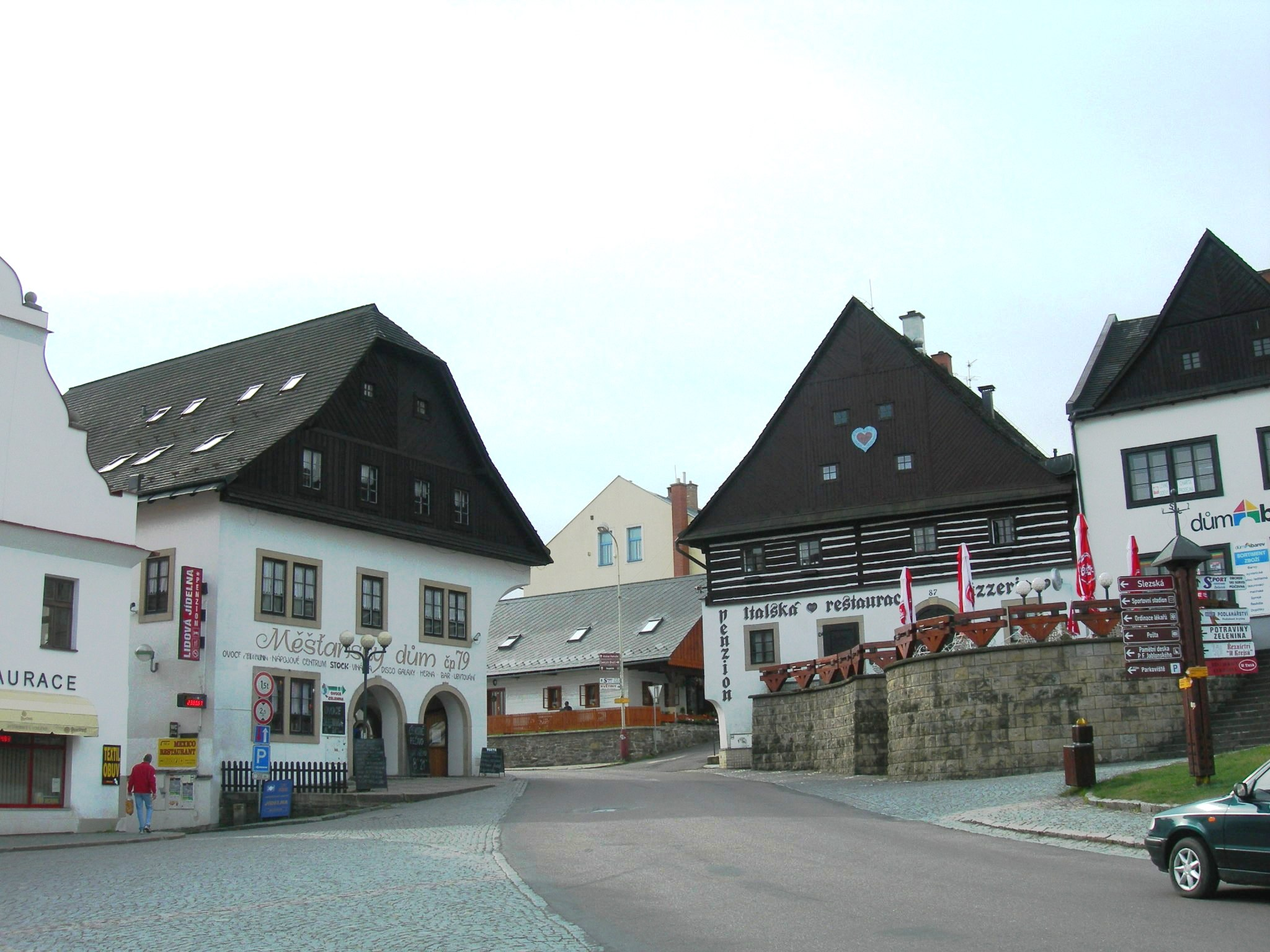
Historické domy na náměstí
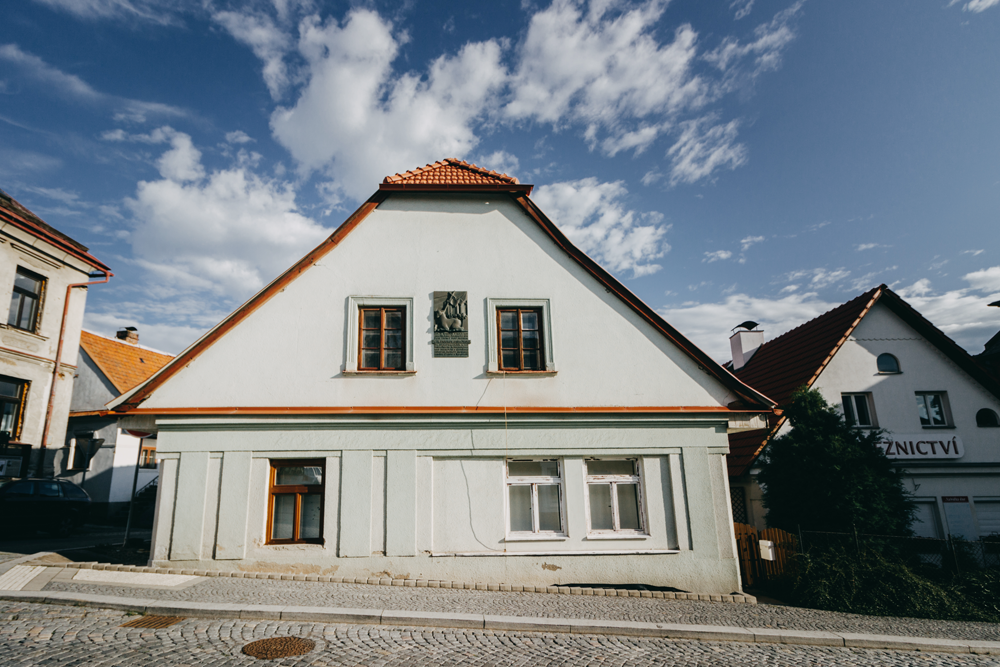
Rodný dům Petra Figula Jablonského ve Slezské ulici čp. 40
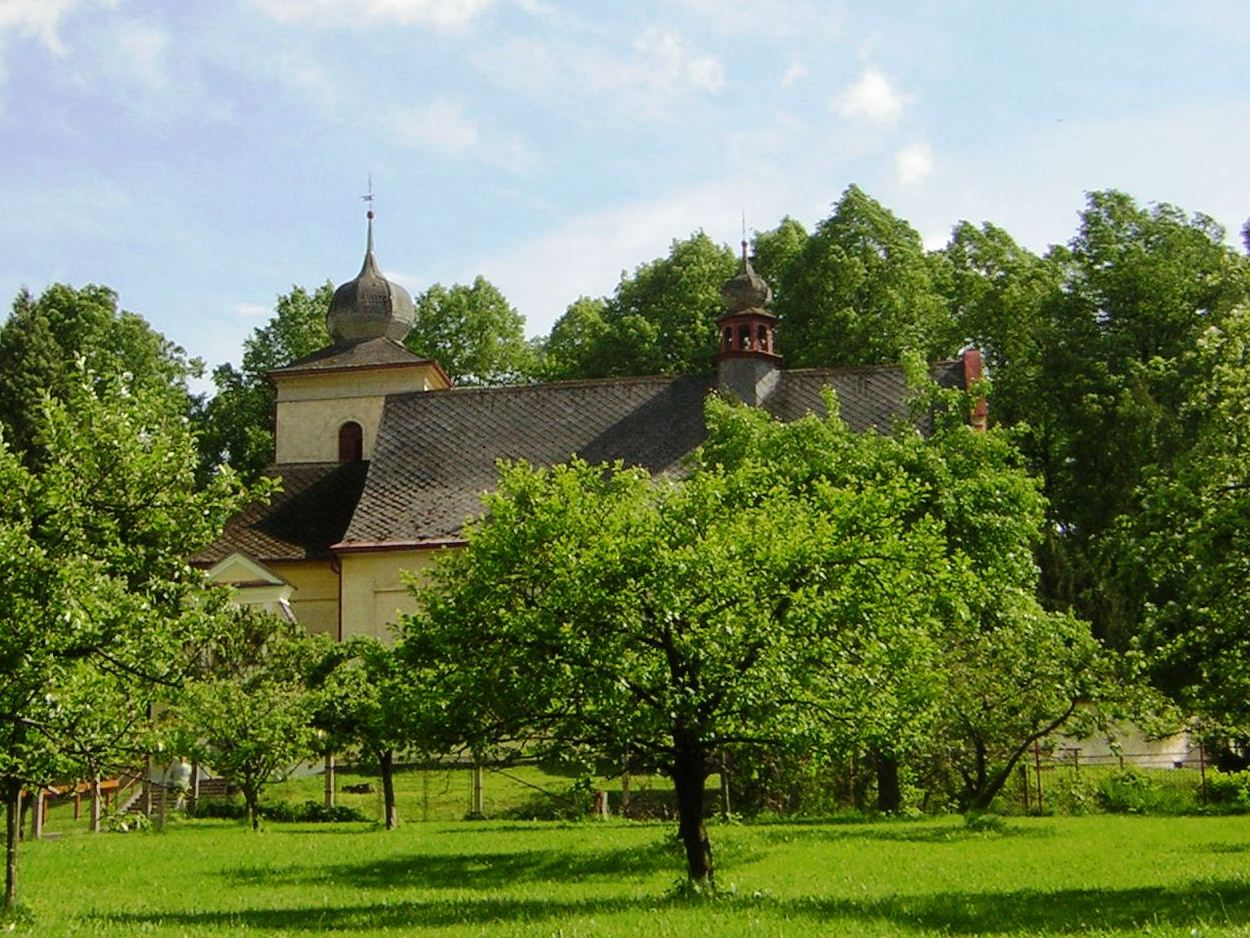
Kostel sv. Bartoloměje z roku 1732
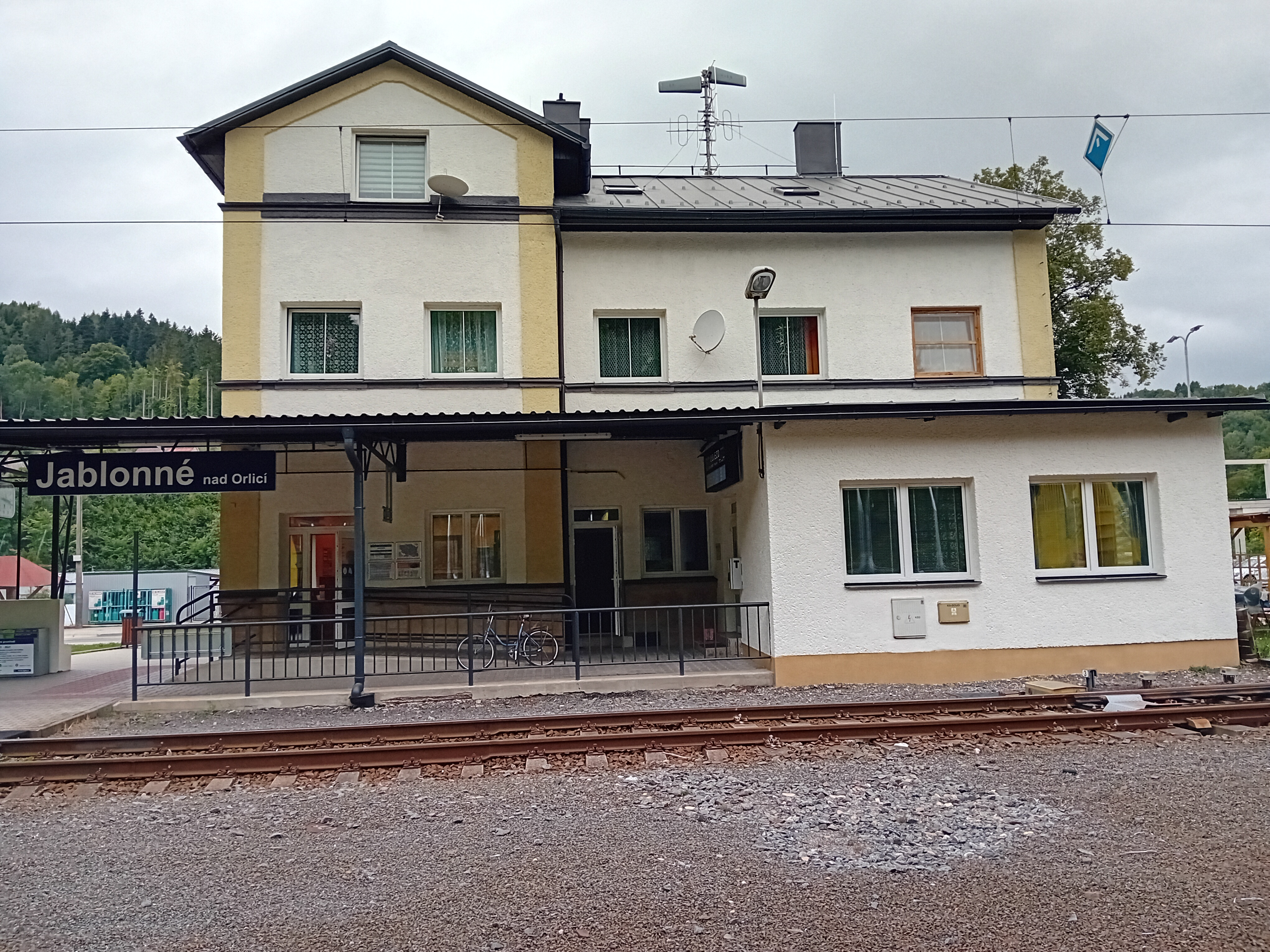
Železniční stanice
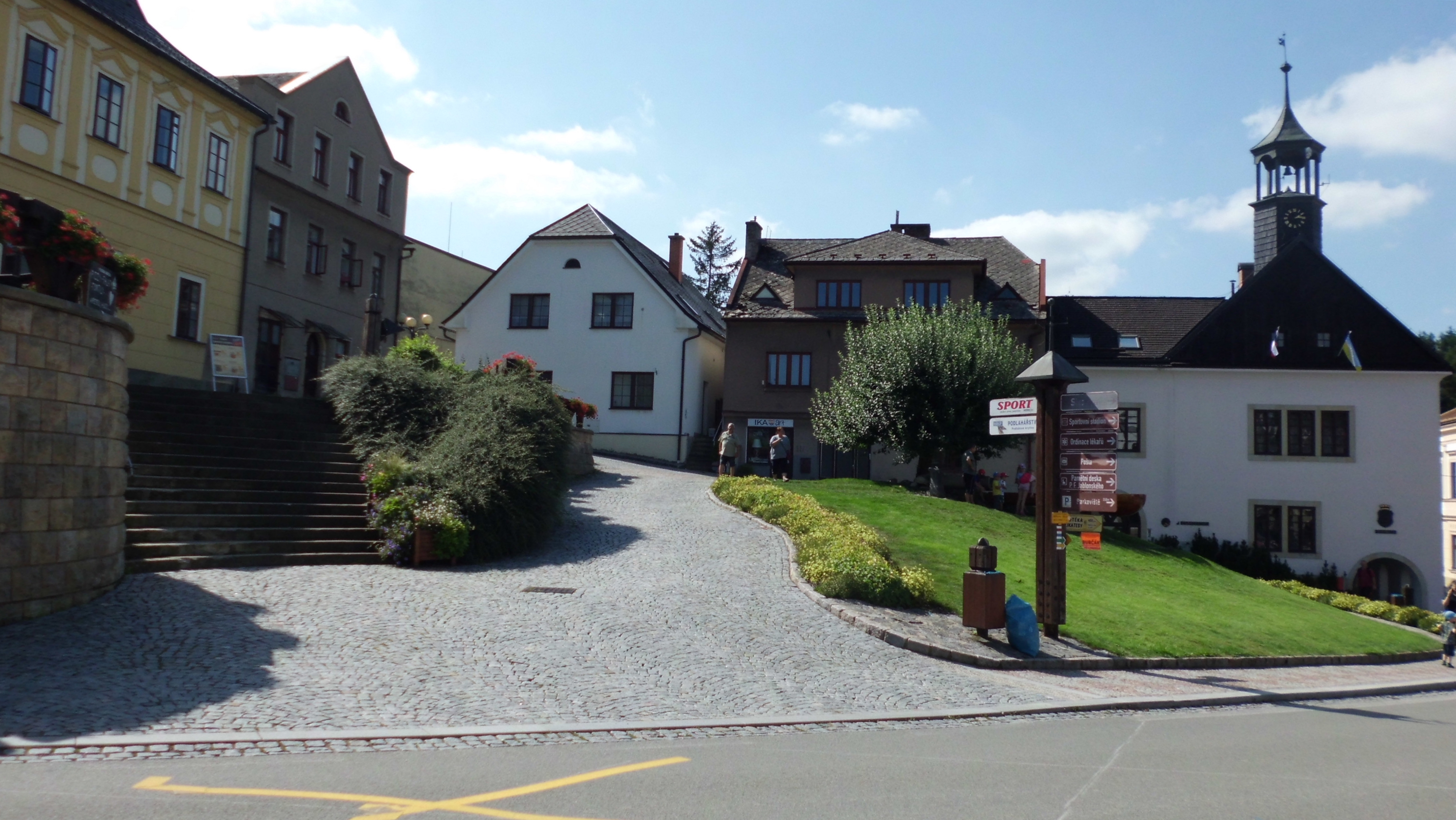
Horní část náměstí